# Jin Yuandi
L'empereur Yuandi (chinois simplifié : 晋元帝 ; chinois traditionnel : 晉元帝 ; pinyin : Jìn Yuán Dì ; Wade : Chin Yüan-ti), nom personnel Sima Rui (司馬睿), nom de courtoisie Jingwen (景文), est un empereur de Chine de la dynastie Jin de l'Est né en 276 et mort le 3 janvier 323. Arrivé au pouvoir après la chute de Chang'an aux mains du Zhao antérieur, il est le premier représentant de la branche orientale de la dynastie Jin et installe sa capitale à Jiankang. Son règne voit la perte constante et graduelle des territoires des Jin situés au Nord du pays, mais aussi l’enracinement de l’autorité des Jin au sud de la rivière Huai et à l’est des trois Gorges. Après lui, et pendant plusieurs décennies, les Jin ne sont pas sérieusement menacés par les royaumes fondés au Nord par les peuples non Han.

## Jeunesse et guerre des huit princes
Sima Rui naît en 276 à Luoyang, qui est alors la capitale de la dynastie Jin. Il est le fils de Sima Jin (司馬覲), prince de Langye, et de son épouse, la Princesse Xiahou Wenji (夏侯文姬). Dans le Livre des Wei, l'historien Wei Shou prétend que Sima Jin n'est pas le père biologique de Sima Rui, mais que ce dernier est le fruit d'une relation entre la Princesse Xiahou et le général Niu Jin (牛金). Cependant, Shou n'apporte aucune véritable preuve de cette relation, ce qui rend cette affirmation peu fiable. Rui devient le prince de Langye à la mort de son père, en 290. Le livre des Jin le décrit comme étant quelqu'un de stable, minutieux et d'une grande dextérité.
En 304, pendant la guerre des huit princes, il participe à la campagne du Prince de Donghai Sima Yue (en) contre le Prince de Chengdu Sima Ying (en), en tant que général de second plan. La campagne se termine par la défaite de Yue et l'exécution de Sima Yao (司馬繇) le Prince de Dong'an et oncle de Sima Rui, sur ordre de Ying. Effrayé par la tournure des événements, Rui décide de s'enfuir dans sa principauté de Langye, conformément au conseil que lui a donné Wang Dao, un conseiller de Sima Yue qui s'est lié d'amitié avec le prince de Langye. Rui commence par essayer de retourner à Luoyang, mais il est arrêté par des gardes alors qu'il essaye de passer le fleuve Jaune. En effet, craignant que les nobles et les hauts fonctionnaires ne s'enfuient ou complotent contre lui, Sima Ying avait donné l'ordre de leur interdire le passage du fleuve, dans un sens ou dans l'autre. C'est alors que Song Dian (宋典), un des gardes du corps de Sima Rui, arrive et lui donne une pelle. Il prétend que lui et Rui ne sont que des travailleurs d'un chantier de construction et les gardes les laissent passer. Une fois arrivé à Luoyang, Sima Rui va chercher sa mère et repart avec elle vers Langye, où ils passent ensemble les années suivantes, loin de la guerre des huit princes.
En 307, Sima Yue a réussi à éliminer ses adversaires et à devenir le régent de l'empereur Jin Huaidi. Suivant les conseils de son épouse, la Princesse Pei, il nomme Sima Rui à Jianye, où il devient le gouverneur militaire d'une partie du Zhou de Yang (揚州) situé au sud du Yangzi Jiang. Son ami Wang Dao devient son conseiller principal. Comme Sima Rui ne s'est pas particulièrement illustré durant la guerre civile, il n'a pas une grande réputation et très peu des membres des puissantes familles nobles locales viennent le voir. Suivant les conseils de Wang Dao, Sima Rui rend personnellement visite à He Xun (賀循) et Gu Rong (顧榮) pour les inviter à intégrer son administration. He et Gu sont tous deux très populaires au sein de la population locale, qui commence à changer d'avis au sujet de Sima Rui. Wang Dao et son cousin, le général Wang Dun (en), occupent des postes clefs au sein de l'administration de Sima Rui, au point que les chroniques de l'époque affirment que la région est cogérée par les Sima et les Wang.

## Après la chute de Luoyang
En 311, Sima Yue meurt alors que l'empereur Yin Huaidi a pris la tête d'une armée pour en finir avec lui. Profitant du chaos, plusieurs peuples non Han du nord de la Chine, désignés collectivement sous le nom de Wu Hu par les Chinois, se sont révoltés durant les années précédentes et ont commencé à fonder des royaumes. Toujours en 311, Luoyang tombe face aux troupes de l'un de ces royaumes : le Zhao antérieur. L'empereur Huaidi est capturé et exécuté deux ans plus tard. Un grand nombre de réfugiés fuyant devant les troupes Zhao traversent le Yangzi Jiang et arrivent sur les terres de Sima Rui. Sur les conseils de Wang Dao, Rui recrute dans son administration les réfugiés les plus talentueux. Dans le même temps, il commence à reprendre à son compte des pouvoirs et des actions qui relèvent normalement de l'empereur, tout en prenant le contrôle des autres zhou situées au sud de la rivière Huai. De son côté, Wang Dun, assisté d'autres généraux tels que Tao Kan et Zhou Fang (周訪), met au pas des révoltes paysannes anti-Jin voulant la restauration du royaume de Wu, qui ont éclaté dans les zhou de Jing (荊州) et Xiang (湘州). Ce déploiement de forces se limite au sud et Sima Rui ne fait rien pour essayer d'envoyer des troupes vers le nord pour combattre le Zhao antérieur. En effet, il a d'autres problèmes à gérer, car au fur et à mesure qu'il s'entoure de réfugiés venant du nord, le sentiment d’être "colonisé" grandit au sein de la population et des élites locales. Plus ce mécontentement grandit et plus les frictions entre la population et les fonctionnaires de Sima Rui se multiplient, ce qui réduit d'autant le pouvoir réel de ce dernier. La première conséquence visible de ces tensions est une tentative de soulèvement organisée en 315 par certains membres du clan Zhou, une puissante famille du sud de la Chine. Ce complot échoue, car il est dévoilé par les membres du clan restés fidèles aux Jin. La même année, Wang Dun achève de mettre au pas les derniers révoltés dans l'ouest et commence à dévoiler ses ambitions personnelles, en agissant de manière indépendante, sans tenir compte des ordres de Sima Rui.
En 313, l'empereur Jin Huaidi est exécuté sur ordre du roi du Zhao Antérieur. Juste après, Sima Ye, un neveu de Huaidi, est proclamé empereur à Chang'an, sous le nom d'empereur Jin Mindi. Mindi nomme Sima Rui Premier Ministre de la Gauche. Ce dernier accepte le poste, mais ne fait rien pour aider Mindi, à part rebaptiser Jiankang la ville de Jianye, à cause d'un tabou sur les noms interdisant d'utiliser le prénom du nouvel empereur dans le nom de la ville. Quand le général Zu Ti (祖逖) demande à Rui l'autorisation de prendre la tête d'une armée pour partir vers le nord, ce dernier donne au général des vivres pour une centaine d'hommes et aucun soldat. Zu Ti est contraint de lever ses propres troupes, mais malgré ce manque flagrant de soutien, il réussit à reprendre plusieurs villes situées au sud du Huang He.
En 316, Chang'an tombe entre les mains des Zhao et l'empereur Mindi est capturé. Très vite, Sima Rui déclare vouloir attaquer le Zhao antérieur, mais tout aussi vite, il déclare ne pas avoir assez de vivres pour une armée et annule la campagne. Au printemps 317, les hauts fonctionnaires qui l'entourent le pressent de se proclamer empereur. Rui commence par refuser, puis finit par prendre le titre de "Roi de Jin" (晉王), celui que portait son ancêtre Sima Zhao alors qu'il était régent du royaume de Wei. Il fait de son fils Sima Shao son prince héritier.

## Début de règne
Au début de l'année 318, Liu Cong, l'empereur du Zhao Antérieur, fait exécuter Mindi. Lorsque l'information arrive à Jiankang, trois mois plus tard, Sima Rui se proclame empereur sous le nom de Jin Yuandi. À cette date, les territoires qu'il contrôle réellement sont au sud du Huang He et à l'est des trois Gorges, soit grosso modo le territoire de l'ancien royaume du Wu. Il reste quelques poches de territoires contrôlées par des pro-Jin, la plus importante étant Youzhou qui est dirigée par Duan Pidi (段匹磾), un gouverneur d'origine Xianbei. Enfin, même si Zhang Shi (張寔), le gouverneur du Zhou de Liang, reconnaît officiellement Sima Rui comme empereur, il continue à dater tous ses documents officiels de l’ère Jianxing, le dernier nom d’ère choisi par Mindi. Ce simple usage équivaut, de fait, à une non-reconnaissance du nouvel empereur. Par la suite, la rupture entre les Zhang et les Jin sera entérinée par la création du royaume des Liang antérieur à partir du Zhou de Liang.
Plus tard la même année, Liu Can, le successeur de Liu Cong sur le trône du Zhao Antérieur, est renversé par Jin Zhun, un de ses ministres d'origine chinoise. Zhun fait immédiatement allégeance à l’empereur Yuandi, qui essaye de tirer parti de la situation en envoyant le plus vite possible une armée pour aider son nouvel allié. Mais avant même que les troupes Jin arrivent dans le nord, Jin Zhun est vaincu par Liu Yao, le nouvel empereur du Zhao, et le général Shi Le.
En 319, Duan Pidi est chassé du pouvoir par le Zhao et il est obligé de se réfugier auprès de Shao Xu (邵續), le gouverneur du Zhou de Ji(冀州) qui est lui aussi fidèle aux Jin. En 321,Shao et Duan sont capturés par Shi Le, qui a entretemps rompu avec Liu Yao pour fonder son propre royaume, le Zhao postérieur. Le Zhou de Ji est alors annexé par le Zhao postérieur, ce qui met fin à la présence des Jin dans le nord de la Chine. Toutefois, Murong Hui, un chef Xianbei pourtant le titre de Duc du Liaodong, est toujours le maître d'une région correspondant à l'actuelle province du Liaoning et se considère toujours comme un vassal des Jin.

## Conflit avec Wang Dun.
En 320, les relations entre l'empereur Yuandi et Wang Dun se dégradent au point d'en arriver à la rupture entre les deux hommes, car Dun est de plus en plus arrogant et a la mainmise sur les Zhou de l'ouest du territoire. Craignant d'être renversé par un coup d'état, Yuandi rassemble autour de lui les ennemis de Wang Dun, dans lesquels on retrouve Liu Huai (劉隗) et Diao Xie (刁協), deux hommes à la réputation trouble qui ont blessé ou offensé bien des gens en essayant de limiter le pouvoir de Wang. En 321, l'empereur Yuandi met Dai Yuan (戴淵) et Liu Huai à la tête d'une armée, officiellement pour défendre le territoire Jin contre les attaques du Zhao postérieur. En réalité, ils sont là pour défendre l'empereur contre une éventuelle attaque de Wang Dun.
Cette attaque a finalement lieu durant l'été 322, quand Wang Dun marche sur Jiankang en clamant haut et fort que l'empereur Yuandi est manipulé par Liu et Diao et qu'il agit ainsi pour les expulser du gouvernement. Il essaye de persuader Gan Zhuo (甘卓), le gouverneur du Zhou de Liang (梁州) et Sima Cheng (司馬承) le gouverneur du Zhou de Xiang de se joindre à lui. Tous les deux refusent et attaquent son arrière-garde, sans obtenir de résultats probants. Wang arrive rapidement à Jiankang, bat à plate couture les troupes de l'empereur Yuandi et prend facilement la ville avant de la livrer au pillage. Liu Huai s'enfuit et rejoint le Zhao postérieur, tandis que Diao Xie, Dai Yuan et Zhou Yi (周顗) sont tués. L'empereur Yuandi est obligé de se rendre et de donner plus de pouvoir à Wang Dun sur son domaine de l'ouest du pays. Satisfait, Dun laisse l'empereur sur le trône et se replie avec ses troupes sur sa capitale personnelle de Wuchang (武昌). Durant ce repli, il vainc et tue Sima Cheng, pendant que Gan Zhuo est tué par un de ses hommes sur ordre de Wang Dun.
Après cette défaite, l'empereur Yuandi se décourage et tombe malade. Il meurt le trois janvier 323, laissant le trône à son fils qui devient l'empereur Jin Mingdi.

## Noms d'ères
- Jianwu (建武 jiàn wǔ) 317–318
- Taixing (太興 taì xīng) 318–322
- Yongchang (永昌 yǒng chāng) 322–323

## Famille
- Arrière-grand-père paternel
  - Sima Yi (司馬懿), régent du Wei et Empereur Xuan du Jin (宣皇帝) à titre posthume
- Grand-père paternel
  - Sima Zhou (司馬伷), le Prince Wu de Langye,
- Père
  - Sima Jin (司馬覲), le Prince Gong de Langye
- Mère
  - Xiahou Guangji (夏侯光姬) (??? - 307)
- Épouse
  - Princesse Yu Mengmu (虞孟母) (??? - 312), Impératrice Yuanjing à titre posthume
- Concubines principales
  - Dame Xun (??? - 335), mère du Prince héritier Sima Shao, du Prince Sima Pou et de la Princesse Xunyang
  - Consort Zheng Achun (鄭阿春) (??? - 326), mère des Princes Sima Huan et Sima Yu, Impératrice douairière Xuan à titre posthume
  - Consort Shi, mère du Prince Sima Chong
  - Consort Wang, mère du Prince Sima Xi
- Enfants
  - Sima Shao (司馬紹)(299 - 325), Prince héritier, monte sur le trône en 323 sous le nom d'empereur Jin Mingdi.
  - Sima Pou (司馬裒) (300 - 317), Marquis de Changleting, puis Duc de Xuancheng, devient le Prince Xiao de Langye juste avant de mourir
  - Sima Chong (司馬沖) (311 - 341), Prince Ai de Donghai
  - Sima Xi (司馬唏) (316 - 381), Prince Wei de Wuling à partir de 318. Perd son titre de noblesse en 372 et devient Prince de Xinning à titre posthume à son décès en 381. Redevient Prince de Wuling à titre posthume en 387.
  - Sima Huan (司馬煥) (317-318), Marquis de Changleting, puis Marquis de Xianyiting, devient le Prince Dao de Langye juste avant de mourir.
  - Sima Yu (司馬昱) (320 - 372), Prince de Langye en 322, puis Prince de Kuaiji en 326, monte sur le trône en 372 sous le nom d'empereur Jin Jianwendi.
  - Princesse Xunyang
  - Princesse Nankang